# 秋月目鏡橋

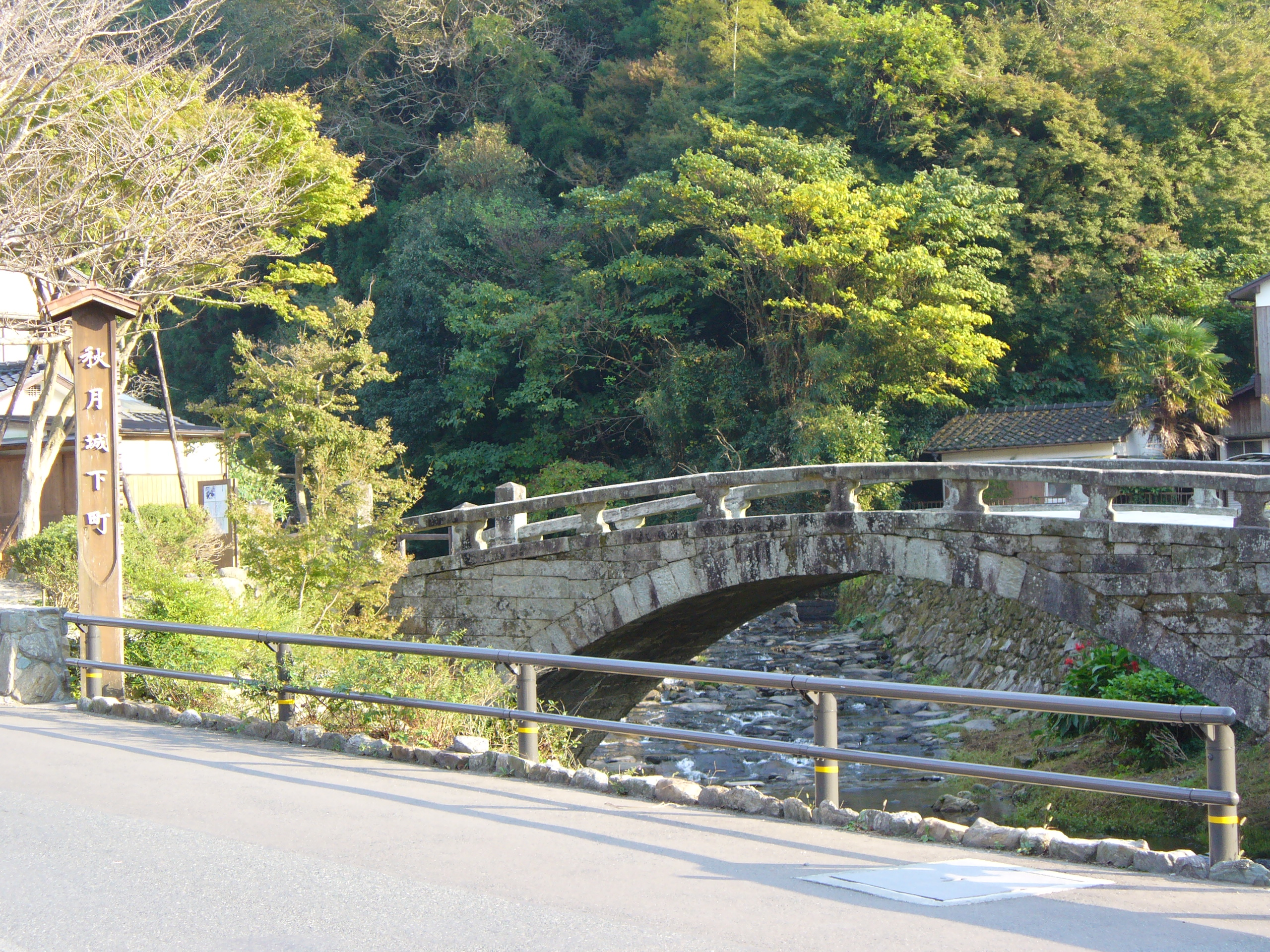
秋月眼鏡橋（手前の道路は付け替え後の道）

秋月目鏡橋（あきづきめがねばし）とは福岡県朝倉市秋月の野鳥川に架かる石造アーチ橋である。花崗岩使用は国内でも珍しく、昭和31年4月県指定有形文化財(建造物）に指定されている。

## 概要
橋の長さ17.9m、幅4.5m。
1810年（文化7年）の架橋。それまでは木造の橋が架かっていたが洪水によって度々流失し、また老朽化に伴う架け替えも都度必要であった。これらにかかる費用は莫大なものであったため、『洪水でも流されない橋』を望む人々の声も強かった。
この頃秋月藩は本家である福岡藩が行っていた長崎警備を代理として務めており、その際に長崎の眼鏡橋を見た8代藩主黒田長舒は秋月にも同様の橋を架けることを希望し、家老・宮崎織部を工事の総責任者として1805年（文化2年）架橋工事が開始された。
長崎から呼び寄せた石工たちにより架橋工事は2年近くを費やして行われたが、橋は完成直前に崩壊してしまった。
一説にはこの事件が当時病床にあった長舒の死期を早めたともいわれる。
このことは秋月藩内でも問題となり、工事差し止めの意見もあったが長崎石工たちの工事再開の要望、そして宮崎織部の強い主張もあって再開されることになった。
再開された工事は慎重を期して行われ、1810年（文化7年）に完成した。
完成時の渡り初め式には9代藩主黒田長韶や藩の重臣たちも出席し大変な賑わいであった。
その後、この橋は長崎の石工が作った橋として『長崎橋』と命名されたが後に『目鏡橋』と呼ばれるようになる。
架橋以降、200年あまりの間一度も流失することなく架かっており、長崎石工の技術力の高さがうかがえる。
昭和に入ってからは自動車を通すため橋の上をコンクリートで舗装していたが、交通量増加に伴い橋を保護するため後に迂回する形で道路が付け替えられた。
1956年（昭和31年）に福岡県の有形文化財に指定された。
2006年（平成18年）から2007年（平成19年）にかけて、朝倉市及び福岡県により復元整備工事が行われ、架橋当時の姿に戻った。橋の周辺は公園として整備されており、観光スポットとしても有名である。

## 交通
甘木駅より甘木観光バス（秋月行き）に乗車。「目鏡橋」バス停そば。